# FC Akademiya Tolyatti
El Futbolnyĭ Klub Akademiya Tolyatti (en ruso: футбольный клуб «Академия» Тольятти) es un club de fútbol ruso de la ciudad de Tolyatti. El club fue fundado en 1991 como resultado de la fusión entre el Energiya y el Lada-Simbirsk y juega en la Segunda División de Rusia.

## Historia
El club fue fundado en 1991 como resultado de la fusión entre el Energiya (Энергия) y el Lada-Simbirsk (Лада-Симбирск). Antes de la temporada 2010, dos equipos de Tolyatti, el FC Tolyatti y FC Lada Tolyatti, fueron excluidos de las ligas profesionales, y el FC Akademiya representa a la ciudad de Tolyatti en la actualidad.
El equipo ha sufrido varios cambios de nombre desde su fundación y se detallan en la siguiente lista:
- Lada Dimitrovgrad (del ruso: Лада) (1991 –1997)
- Lada-Grad Dimitrovgrad (del ruso: Лада-Град) (1997 – 1998)
- Lada-Simbirsk Dimitrovgrad (del ruso: Лада-Симбирск) (1999)
- Lada-Energiya Dimitrovgrad (del ruso: Лада-Энергия) (2000 – 2002)
- Lada-SOK Dimitrovgrad (del ruso: Лада-СОК) (2003 – 2005)
- Krylya Sovetov-SOK Dimitrovgrad (del ruso: Крылья Советов-СОК) (2006–2007)
- Akademiya Dimitrovgrad (del ruso: Академия) (2008–2009)

A principios de 2008, la mayoría de los jugadores y entrenadores del Krylya Sovetov-SOK de 2007 se trasladaron a un nuevo club, el FC Togliatti. Ese club formalmente era de Tolyatti, pero jugó en Dimitrovgrad en el mismo campo que el FC Akademiya.